# 許文道
許 文道（ホ・ムンド、朝鮮語: 허문도、1940年2月26日 - 2016年3月5日）は、大韓民国のジャーナリスト、政治家。第五共和国の大統領府政務秘書官、国土統一院長官を務めた。本貫は金海許氏で、全斗煥政権では許三守、許和平と共に「スリー許」と呼ばれた。

## 経歴
日本統治時代の慶尚南道固城郡に生まれた。釜山高等学校、ソウル大学校農科大学、東京大学大学院社会学科卒業。卒業後は朝鮮日報記者、東京特派員を務め、1979年に駐日韓国大使館の公報官に就任した。
1980年に新軍部に抜擢され、中央情報部秘書室長、国保委文化公報委員、文化公報部次官、青瓦台政務秘書官、第13代国土統一院長官を歴任した。特に在任中は言論統廃合を主導したほか、1981年5月には文化祭「国風81」を開催した。
第6共和国成立以降の1989年に国会の公聴会に呼び出された。許は言論統廃合がうまいことだと主張したため、国会に偽証の疑いで検察に告発されたが、その後は無嫌疑処分を受けた。
1999年、仏教テレビの社長に選任された。2000年の第16代総選挙の前に自民連の推薦を受けて出馬しようとしたが、その後は不出馬宣言をした。